# Atypophthalmus (Atypophthalmus) mjobergi
Atypophthalmus (Atypophthalmus) mjobergi is een tweevleugelige uit de familie steltmuggen (Limoniidae). De soort komt voor in het Oriëntaals gebied.